# Hrách setý

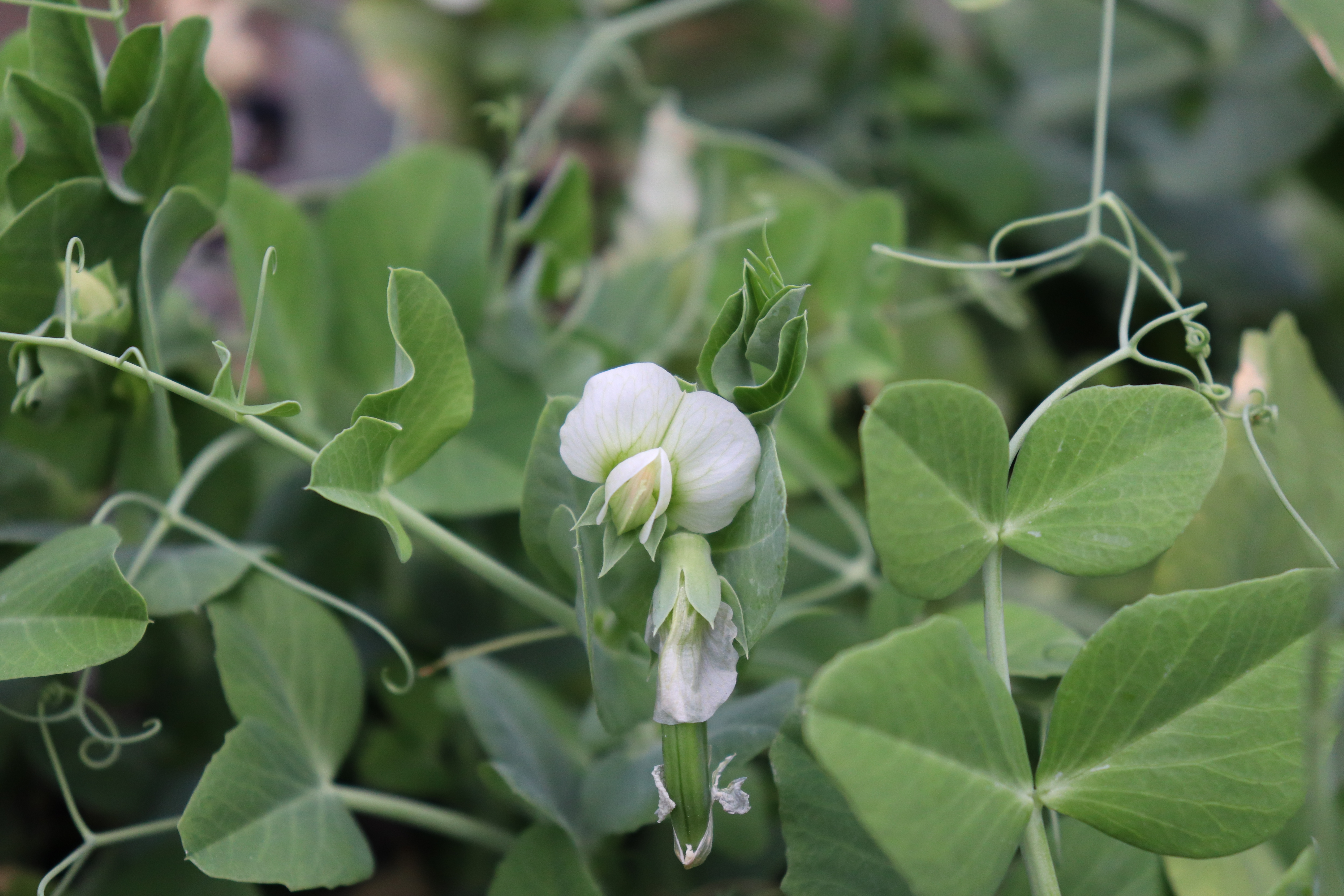
Květ

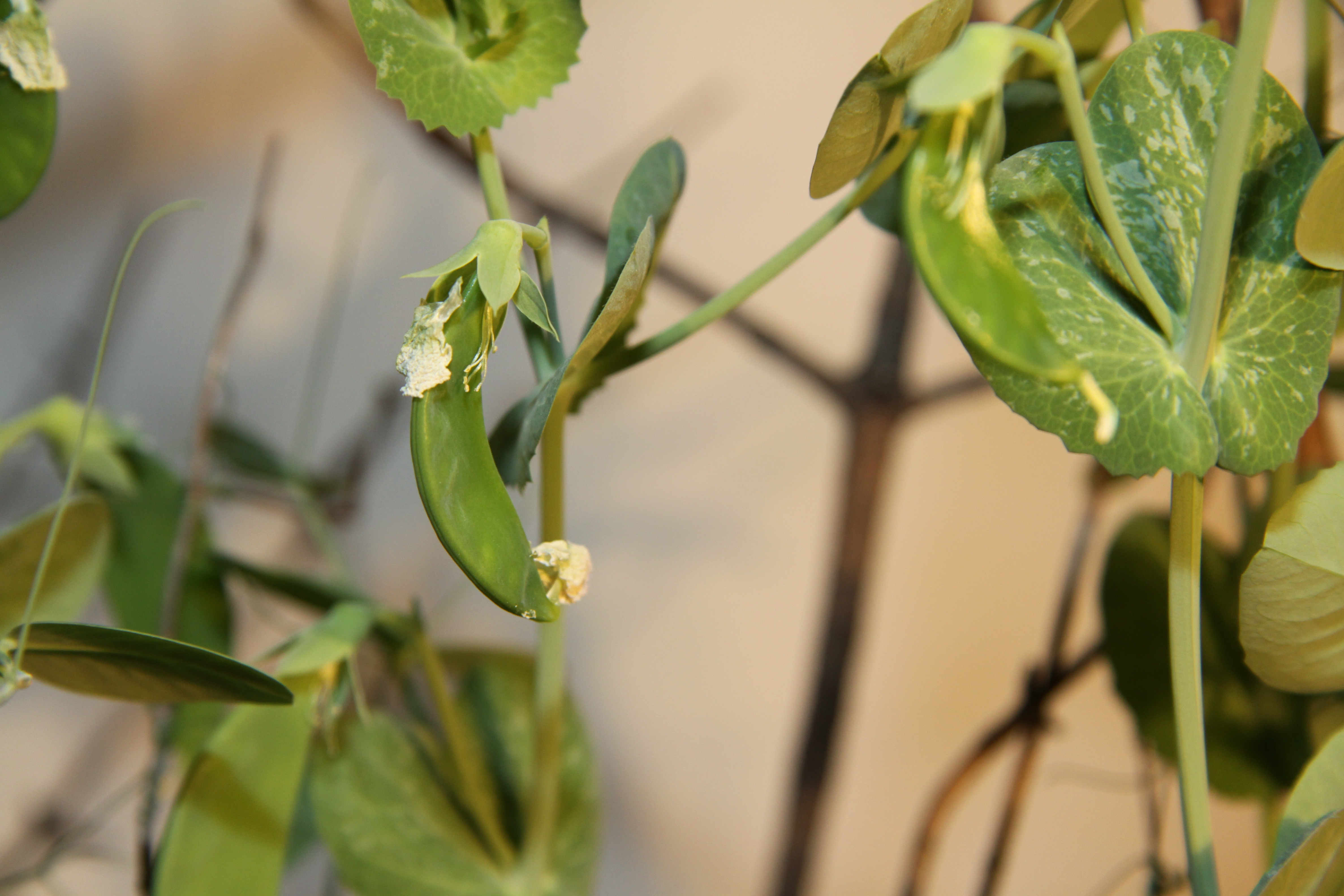
Čerstvě vzniklý lusk po odkvetení květu

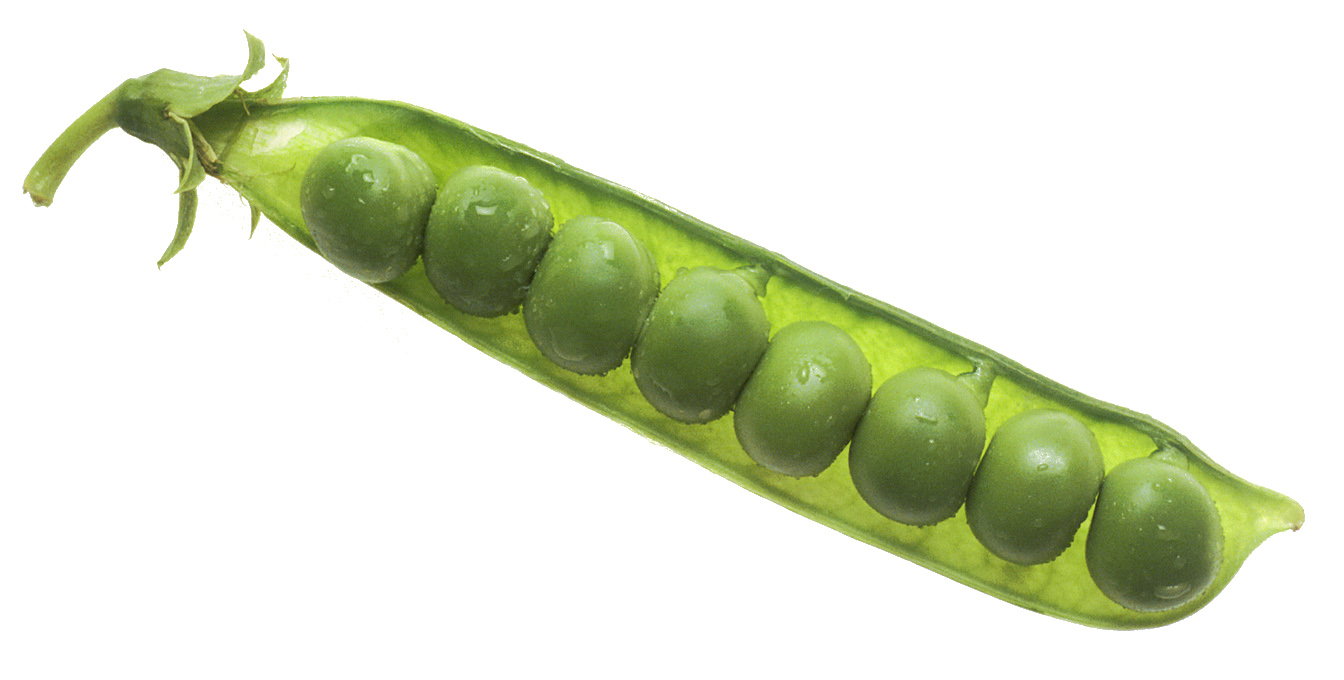
Plod se semeny

Hrách setý (Pisum sativum) je hospodářsky významná rostlina z čeledi bobovitých (Fabaceae). Hrách je jednoletá, popínavá rostlina se sbíhavými a prorostlými listy. Kvete od dubna do října. Plody jsou lusky, obsahují dužnatá semena zvaná hrášky. Nezralé hrášky či celé lusky se používají jako zelenina (hrášek), zralá semena (hrách) se používají jako luštěnina. Původem je z východního Středomoří. Jinak se pěstuje na polích, kde jen velmi zřídka zplaňuje.
Hrách je důležitá luštěnina, pěstuje se hlavně kvůli chutným plodům, které obsahují vitamíny (hlavně skupiny B). Ve větším množství obsahuje také minerální látky, zvláště fosfor a draslík, ale i vápník a hořčík.
Hrách je rostlina původem ze Středomoří, která se během neolitické revoluce rozšířila po celé Evropě. V Česku patří k nejstarším doloženým pěstovaným rostlinám.
Hrách má hypogeické klíčení (dělohy zůstávají pod zemí) a proto musí mít hlubší výsev.

## Stavba rostliny
Lodyha je poléhavá a dlouhá až 2 metry. Je dělena uzlinami (nody) na články (internodia). Kořen je silný, kůlový a větvený, bývá dlouhý až 1 metr. Listy jsou sudozpeřené s úponky a palisty na bázi řapíků. Existují odrůdy i lichozpeřené, s mnoha lístky nebo bez lístků, tehdy jsou lístky přeměněné v úponky. Květenství je hrozen rostoucí z úžlabí řapíků. Květ je pětičetný, má srostlý zelený kalich a bílou nebo fialovou korunu tvořenou pavézou, dvěma křídly a člunkem srostlým ze dvou lístků.V květu je deset dvoubratrých tyčinek (9+1) a svrchní semeník s bliznou.
Plod je lusk se dvěma chlopněmi, semena přirůstají k hřbetní straně lusku ve dvou řadách poutkem (pupek na semeni). Semeno má průsvitné osemení se zásobními látkami (22 % dusíkatých látek, 50 % škrobu).

## Poddruhy
Hrách má dva poddruhy:
Pisum sativum subsp. sativum Hrách setý pravý
- zralé semeno = polní hrachy
- zelené semeno = zahradní hrachy
  - hrách dřeňový – pro konzumaci semen
  - hrách cukrový – pro konzumaci lusků se semeny

Pisum sativum subsp. elatius Hrách setý rolní (peluška)
Dělají se z něj směsky a senáž. Květ má červenofialový, na palistech má antokyanovou skvrnu (červenofialové zbarvení). Dělí se podle barvy listů – vegetativní a podle barvy květu – generativní. Semena jsou skvrnitá, zbarvená do tmavě hnědofialové.

## Nároky na půdu
Neutrální půda (pH 6,5), střední a lehčí nezaplevelené půdy. Musí se sít nejméně 3 km od pozemku s hrachem v předchozím roce (kvůli chorobám a škůdcům, např. zrnokaz hrachový.

## Parametry setí
- řádky – 12,5 až 15 cm
- hloubka – 5 až 8 cm
- termín – časný (první dekáda jarních prací)
- výsevek – 0,9 až 1,1 MKS (milion klíčivých semen na hektar)
- výnos – průměrně 2,5 až 3 tuny na hektar.[3][5]

## Pokrmy z hrachu
- Ärtsoppa (hrachová polévka) skandinávská kuchyně
- Hrachová polévka (česká kuchyně)
- Hrachová kaše (česká kuchyně)
- Hrachové placky (staročeská kuchyně)
- Hrachový šoulet (židovská kuchyně)
- Mater paneer (hrách se sýrem panír) indická kuchyně
- Pučálka (staročeská kuchyně)

## Frazeologie
- házet hrách na zeď, na stěnu: marně někoho napomínat